# استقلال (فیلم ۱۹۷۶)
استقلال (انگلیسی: Independence) فیلمی در ژانر مستند به کارگردانی جان هیوستون است که در سال ۱۹۷۶ منتشر شد.